# معارة النعسان
معارة النعسان بلدة سورية تتبع ناحية تفتناز في منطقة مركز إدلب في محافظة إدلب. في شمال غرب سوريا. تقع شمال شرق مدينة إدلب على الطريق القديم الواصل بينها وبين حلب. بلغ عدد سكانها 8,375 نسمة في عام 2004 حسب إحصاء المكتب المركزي للإحصاء. تشتهر بالزراعة والتجارة 